# Premier Division 2005 (Irlanda)
La stagione 2005 è stata l'ottantacinquesima edizione della League of Ireland, massimo livello del calcio irlandese.

## Classifica finale
|  | Pos. | Squadra               | Pt | G  | V  | N  | P  | GF | GS | DR  |
|  | ---- | --------------------- | -- | -- | -- | -- | -- | -- | -- | --- |
|  | 1.   | Cork City             | 74 | 33 | 22 | 8  | 3  | 53 | 18 | +35 |
|  | 2.   | Derry City            | 72 | 33 | 22 | 6  | 5  | 56 | 25 | +31 |
|  | 3.   | Shelbourne            | 67 | 33 | 20 | 7  | 6  | 62 | 25 | +37 |
|  | 4.   | Drogheda Utd          | 48 | 33 | 12 | 12 | 9  | 40 | 33 | +7  |
|  | 5.   | Longford Town         | 45 | 33 | 12 | 9  | 12 | 29 | 32 | -3  |
|  | 6.   | Bohemians             | 45 | 33 | 13 | 6  | 14 | 42 | 47 | -5  |
|  | 7.   | Bray Wanderers        | 39 | 33 | 11 | 6  | 16 | 40 | 57 | -17 |
|  | 8.   | Waterford United      | 34 | 33 | 9  | 7  | 17 | 30 | 49 | -19 |
|  | 9.   | UCD                   | 33 | 33 | 7  | 12 | 14 | 28 | 44 | -16 |
|  | 10.  | St Patrick's          | 32 | 33 | 7  | 11 | 15 | 26 | 36 | -10 |
|  | 11.  | Shamrock Rovers (- 8) | 27 | 33 | 9  | 8  | 16 | 33 | 52 | -19 |
|  | 12.  | Finn Harps            | 21 | 33 | 5  | 6  | 22 | 30 | 51 | -21 |

Legenda:

         Campione d'Irlanda e qualificata in UEFA Champions League 2006-2007.
         Qualificate in Coppa UEFA 2006-2007
         Retrocesso in First Division 2006
Note:
Tre punti a vittoria, uno a pareggio, zero a sconfitta.
Shamrock Rovers penalizzato di otto punti per irregolarità amministrative

## Statistiche

### Primati stagionali
| Record - Maggior numero di vittorie: Cork City e Derry City (22) - Minor numero di sconfitte: Cork City (3) - Miglior attacco: Shelbourne (62) - Miglior difesa: Cork City (18) - Miglior differenza reti: Shelbourne (+37) - Maggior numero di pareggi: Drogheda Utd e UCD (12) - Minor numero di vittorie: Finn Harps (5) - Maggior numero di sconfitte: Finn Harps (22) - Peggiore attacco: St Patrick's (26) - Peggior difesa: Bray Wanderers (57) - Peggior differenza reti: Finn Harps (-21) |

### Classifica marcatori
| Gol |  |  | Giocatore    | Squadra        |
| --- |  |  | ------------ | -------------- |
| 22  |  |  | Jason Byrne  | Shelbourne     |
| 18  |  |  | Mark Farren  | Derry City     |
| 13  |  |  | Kevin McHugh | Finn Harps     |
| 12  |  |  | Éamon Zayed  | Bray Wanderers |
| 11  |  |  | John O'Flynn | Cork City      |